# Фількевич Микола Олександрович
Микола Олександрович Фількевич (нар. 23 листопада 1912, смт. Корнин, Російська імперія — пом. 31 травня 2001, м. Київ, Україна) — український кіноінженер. Член Національної спілки кінематографістів України.

## Біографія
Народився 23 листопада 1912 р. в смт Корнин Житомирської області в родині працівника пошти. Закінчив Київський кінофототехнікум (1930), Запорізьке військово-авіаційне училище (1936), Всесоюзні курси технологів кольорового кіно (1938) із стажуванням на кіностудії «Мосфільм», Курси підвищення кваліфікації з технології і техніки трюкових і комбінованих зйомок (1951) із стажуванням на «Ленфільмі», Курси економіки з основ госпрозрахунку вечірнього університету при Київському політехнічному інституті (1953).
В 1920—1941 рр. працював на кінофотопідприємствах України, помічником оператора Київської кіностудії ВУФКУ, оператором Київського інституту судової експертизи, старшим консультантом кінофотолабораторії ВУФКУ і Товариства друзів радянського кіно, оператором, технічним керівником і директором Донецької кінофотохроніки «Українфільм», оператором, технічним керівником цеху кольорових фільмів Київської кіностудії. Учасник Великої Вітчизняної війни.

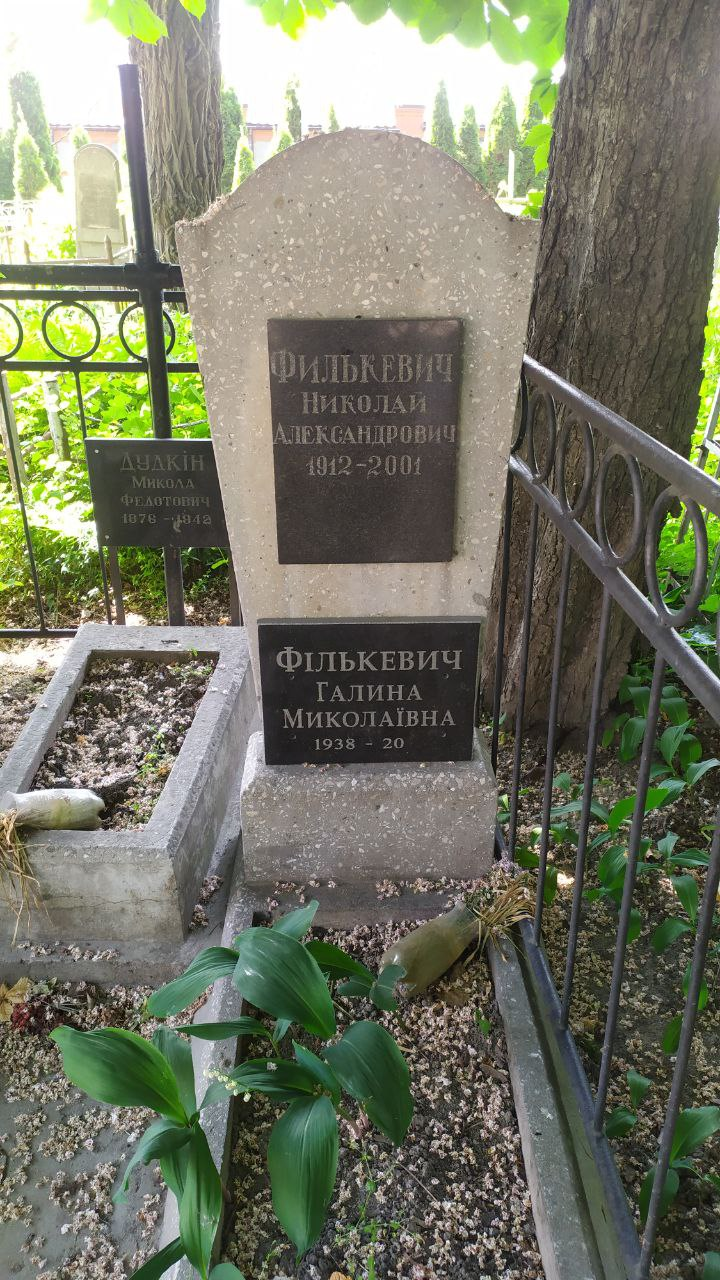
Могила Миколи Фількевича, Лук'янівське кладовище

Після війни працював генеральним інженером Центральної Берлінської кінофабрики (1948—1949) Радянсько-німецького акціонерного товариства «Лінза» (Берлін, Німеччина), начальником цеху трюкових зйомок, начальником технічного відділу й головним інженером Київської кіностудії ім. О. П. Довженка (1949—1988). Брав безпосередню участь у створенні технічної бази й освоєнні технології випуску в Україні першого кольорового фільму «Сорочинський ярмарок» (1939), в організації спеціальної майстерні з виготовлення макетів (1949), в розробці та будівництві натурного басейну з обладнанням для комбінованих зйомок (1950), у створенні синхронної кінокамери «Україна» (1958) тощо. Має ряд авторських свідоцтв за створення нової кіно-техніки.
Зібрав архів (2 700 листів документів і фотоматеріалів) з історії дореволюційного кіно, Київської кіностудії ім. О. П. Довженка та українського кіномистецтва. Автор альбому «Фильмы Киевской киностудии им. А. П. Довженко. 1928—1978» (К., 1978, у співавт. з О. Ф. Олійником), близько 200 статей про кінематограф у виданнях: «Техника кино и телевидения», «Новини кіноекрана», «За радянський фільм», «Екран і життя» та ін., документальної стрічки «Сторінки історії Київської кіностудії ім. О. П. Довженка» (1978, у співавт. з В.Труськом). Автор книги «Сторінки нашої історії» (К., 2003).
Нагороджений 20 орденами і медалями, значком «Відмінник кінематографії СРСР».
Донька — музикознавиця, педагог Галина Фількевич (нар. 1938). Онука — акторка Антоніна Макарчук (нар. 1973).
Помер 31 травня 2001 р. в Києві. Похований на Лук'янівському кладовищі разом з дружиною.
Помилка Lua у Модуль:Message_box у рядку 159: attempt to index a nil value.